# Simbolika zmije
Zmija ima vrlo složenu simboliku s obzirom na to da je ona jedan od svjetski najstarijih i najraširenijih mitoloških simbola. U mitologiji, religiji, znanosti i literaturi diljem svijeta zmije, kao što ćemo vidjeti, simboliziraju plodnost, besmrtnost, obnavljanje, liječenje, ali i zlo. Međutim, isto tako, neki narodi su je štovali i kao boga. Nedavno arheološko otkriće najbolje nam može posvjedočiti koliko je čovjek svojom kulturom vezan uz zmiju. Naime, u maloj spilji u Botswani pronađeni su tragovi koji ukazuju na ritual prinošenja žrtve pitonu. Budući da su nalazi stari oko 70 000 godina, spomenuti ritual postaje najstarijim poznatim i dosad otkrivenim u ljudskoj povijesti, a zmiju čini prvim simbolom u kulturi čovjeka.
U ljudskoj kulturi, stoga, od svih životinja zmija ima istaknuto i posebno mjesto. Ona se razlikuje od svih životinja isto kao i čovjek, ali na oprečan način. To hladno stvorenje bez dlake i bez perja smještamo na početak duge i mukotrpne geneze, a čovjek se, naprotiv, nalazi na kraju iste te geneze. U tom smislu čovjek i zmija su opreke, komplementi, suparnici.  Prema toj analogiji, u čovjeku ima nešto od zmije, a osobito u onom njegovu dijelu što ga njegov razbor najmanje kontrolira. Ipak, upravo zbog te jednostavnosti, nema ničega običnijeg, jednostavnijeg i sablažnjivijeg za duh od zmije.
Zmija, inače, dijeli s lavom prvo mjesto u simbolici životinja. Njen lik oduvijek je korišten za prikazivanje i najboljeg i najgoreg: stvaranja, obnove i besmrtnosti, ali i dvoličnosti, apsolutnog zla i smrti. Zmija, ktonska životinja u pravom smislu riječi, gmiže po zemlji, krije se u njoj i izlazi iz nje bez upozorenja. U isti mah tvorac i uništavatelj, bilo da se zove Vasuki, Midgard, Quetzalcoatl, Piton ili Apofis, ona se u gotovo svim civilizacijama povezuje sa stvaranjem svijeta. Ta prvobitna zmija, koja u Indiji omogućava bućkanje mliječnoga mora iz kojega je nastao svijet, obavija se oko sebe da bi služila kao prijestolje Višnua, boga stvaranja. Kod Egipćana zmija Atum izranja iz prvobitnih voda da bi ispljunuo sve stvoreno. Prema Knjizi mrtvih, on kaže: „Ja sam ono što ostaje ... Svijet će se vratiti u kaos, u nerazlučeno, ja ću se tada preobratiti u zmiju kakvu ne poznaje niti jedan bog!“ Egipatski faraoni nosili su na glavi ureus ili „uspravnu kobru“, simbol besmrtnosti. 

## Gospodar životnog počela i svih snaga prirode (Stari bog)
Zanimljivo je istaknuti da u svom lovačkom jeziku Pigmeji iz južnog Kameruna zmiju prikazuju crtom na zemlji. Upravo to značenje izgleda da imaju i neki grafiti iz paleolitskog razdoblja.  Možemo istaknuti da oni zmiju svode na njezin prvotni, najjednostavniji izraz. Dakle, ona je samo crta, ali živa crta, apstrakcija, utjelovljena apstrakcija koja nema ni početka ni kraja. Stoga, udahne li joj se život, zmija može na se primiti sve predodžbe, svaki preobražaj čime ona postaje hijerofanija svete prirodnosti.  I to ne u duhovnom smislu, već materijalnom. Jer, naime, hitra poput munje, vidljiva zmija uvijek izbija iz ustiju sjene, iz procijepa ili pukotine, da bi ispljunula smrt ili život, prije nego što će se vratiti u nevidljivo, podzemno ili donji svijet. Nadalje, zmija se igra spolom kao i svim oprekama. Žensko je i muško, blizanac u sebi samome, kao i toliki borci tvorci koji su uvijek jedinstveno iskonsko mnoštvo, neraščljanjivo iskonsko Nešto, koje se neprestance raspleće, iščezava i ponovno rađa.
Simbolizam zmije zapravo je povezan sa samom idejom života. Stoga, nije slučajno što su Kaldejci poznavali jednu riječ za „život“ i za „zmiju“.   Usto, u arapskom riječ „al-ajje“ koristi se u značenju „zmija“, a „život“ je „al-ajat“. Presudno je istaknuti da je Al-ajj jedno od glavnih Božjih imena, a ne prevodi se kao „živ“, kako se to često čini, već kao „onaj koji oživljuje“, „onaj koji daje život“, to jest koji je samo počelo života. Prema tomu, vidljiva se zmija pojavljuje samo kao kratkotrajno utjelovljenje Velike nevidljive zmije, uzročne i izvanvremenske, gospodara životnog počela i svih snaga prirode. To je stari bog, prvi na kojeg nailazimo na početku svih kozmogeneza, prije nego što ga detroniziraju religije duha. On je ono što daje život i ono što ga održava. Na ljudskom planu on je dvostruki simbol duše i libida. Zmija je jedan od najvažnijih arhetipa ljudske duše.  To je kundalini u tantrizmu, a nalazi se svijena podno kralježnice, dok na čakri stanja sna ona svojim ždrijelom zatvara kanal penisa.  Kad se probudi, ta zmija sikti i ukrućuje se i dolazi do slijeda uzdizanja čakri: to je plima libida, obnovljeno očitovanje života.

## Simbol plodnosti i seksualne želje
Povijesno gledajući, zmije i guje predstavljale su plodnost i kreativnu životnu snagu. Kako zmije mijenjaju svoju kožu, one predstavlaju simbole ponovnog rođenja, transformacije, besmrtnosti i liječenja, o čemu će još biti riječi. Međutim, kao falički simbol, zmija je povezivana s božicom zemljom u plodonosnim obredima prvobitnog čovjeka. Možda bi tragove takvih obreda mogli pronaći u nekim kulturama gdje su zmije predstavljale simbole plodnosti. Na primjer, kod naroda Hopi u Sjevernoj Americi izvođen je godišnji ples zmije kako bi se proslavilo sjedinjenje Zmije Mladosti (Nebeski duh) i Zmije Djevojke (Podzemni duh) s ciljem obnove plodnosti Prirode. Tijekom plesa, žive zmije su sudjelovale u obredu da bi se na kraju plesa puštale u polja u nadi da će one pripomoći dobroj žetvi. Ples zmije je, dakle, molitva upućena duhovima oblaka, groma i munje, čime bi kiša mogla pasti na rastuće biljke.
Istaknuvši već spolnu dvoznačnost zmije, ona ponekad može simbolizirati istodobno maternicu i falus. To potvrđuje velik broj ikonografskih dokumenata, iz azijskog neolita i iz kultura američkih Indijanaca, gdje se tijelo zmije (isključivo faličko) ukrašava rombovima (simbolima vulve). Karekteristično je za matrijarhalna društva univerzalnost predaja po kojima je zmija „gospodar žena“, zbog toga što je gospodar plodnosti.
Zmiju često smatraju odgovornom i za menstruaciju, koja je posljedica njezina ugriza, s obzirom na to da je ona gospodar žena i plodnosti. Neki znanstvenici ukazuju na staro podrijetlo toga vjerovanja za koje se potvrda nalazi u zoroastrističkim legendama u vezi s Ahrimanom, prvim poznatim načelom zla i duhom tame u svijetu, i to legendama predmazdaističkog podrijetla.  Nevjernost se smatrala grijehom za ženu, ali ništa nije rečeno o nevjeri muškarca. Brakolomstvo/preljub je ženu činio neodgovarajućom osobom za molitvu. Ona se mogla razvesti samo zbog preljuba. Menstruacija je činila ženu „nečistom“. A s obzirom na to da se „nečistoća“ smatrala Ahrimanovim djelom, menstruacija se tretirala poput „demonskog napada“ zbog kojeg je žena morala „pročistiti“ svoje tijelo tri puta neposvećenim bikovim urinom i vodom, što je bilo popraćeno molitvama.  Slično vjerovanje susrećemo i u rabinskim predajama u kojima se menstruacija smatrala posljedicom odnosa Eve i zmije.
Zanimljivo je ovdje istaknuti da prema nekim znanstvenicima u Abrahamskim religijama – judaizmu, kršćanstvu i islamu – zmije predstavljaju seksualnu želju. Nadalje se ističe da prema rabinskoj tradiciji, u Edenskom vrtu, zmija predstavlja seksualnu želju. U hinduizmu kundalini – životna energija koja kao smotana zmija miruje na kraju kralježnice, a pobuđuje se jogom i oslobađanjem se postiže duhovno uzdizanje i mogućnost spasenja – namotana je zmija, rezidualna moć čiste želje.

## Kozmičke zmije
S makrokozmičkog stajališta kundalini jest zmija ananta Šeša. U hinduskoj mitologiji za Gospoda Višnua je rečeno da je spavao dok je plutao na kozmičkim vodama na zmiji Šeši. U Puranama Šeša drži sve planete svemira na svojem oklopu i konstantno pjeva u slavu Višnua. Ona je ponekad opisivana kao „Ananta-Šeša“, što znači „Beskonačna Šeša“. U jednom poglavlju Purana, Šeša odriješuje planinu Mandaru kako bi se ona iskoristila kao motka za bućkanje Asuri i Devasu u njihovu pripravljanju oceana mlijeka na nebesima u želji da pripreme Somu (ili Amirtu), božanski eliksir besmrtnosti. Još je važno istaknuti da u hinduizmu zmija ananta Šeša svijena steže osnovicu osi svijeta. Pridružena Višnuu i Šivi, ananta simbolizira kružni proces širenja i ponovne resorpcije, ali kao čuvar nadira ona je nosač svijeta kojega postojanost osigurava. Nosači svijeta u drevnim mitologijama katkad su slonovi, bikovi, kornjače, krokodili, i tsl. Ali sve su to samo supstituti ili teriomorfni komplementi zmije u njezinoj prvobitnoj funkciji. Tako sanskrtska riječ „naga“ znači istodobno „slon“ i „zmija“.  To se dade usporediti s podudarnošću zmije i tapira u predodžbi svijeta Maya Quiche. Vrlo se često te životinje moći prikazuju samo kao ralje na zmijskom tijelu, ili ih opet zmija nosi.
Dva su načina održavanja svijeta uz pomoć zmije: bilo noseći, bilo obgrlivši stvorenje neprekinutim zagrljajem koji priječi da se dezintegrira. Isto čini i zmija koja grize vlastiti rep, a najpoznatija verzija takvog prikaza jest egipatsko-grčki Ouroboros.  Vjeruje se da je on inspiriran Mliječnom stazom, s obzirom na to da neki drevni tekstovi opisuju zmiju svjetla koja prebiva na nebu, a ona je tada jasan i raširen simbol "Svega u Svemu“, sveukupnosti postojanja, beskonačnosti i cikličke prirode svemira. Stoga, u prikazu ouroborosa, okruženje zmijinim tijelom tu upotpunjuje središte, kako bi se sugeriralo samu ideju Boga prema tumačenju nekih znanstvenika. Ouroboros je, dakle, simbol objavljenja i cikličke resorpcije i stoga je on spolna jedinstvenost u sebi samoj, stalni samooploditelj, kako to pokazuje njegov u usta utaknuti rep. On je, konačno, kao što je istaknuto, neprestano preobražavanje smrti u život, zbog toga što njegovi zubi uštrcavaju otrov u vlastito tijelo. To jest, on je materijalna dijalektika života i smrti, smrti koja ozvire iz života i života koji izvire iz smrti. K tome, podsjećajući na sliku kruga, on je prije svega slika dinamike kruga, to jest prvi kotač, naoko nepomičan, jer se okreće samo oko sebe, ali čije je okretanje beskonačno s obzirom na to da se neprestance obnavlja iz sebe sama.  Kao univerzalni životvorac, ouroboros nije samo pokretač života, on je isto tako i promotor trajnosti jer stvara vrijeme iz samog sebe, kao i život. Često ga prikazuju u obliku uvijena lanca, lanca što prikazuje niz sati. Budući da pokreće nebeska tijela, on je bez sumnje prvi lik, majka zodijaka. Ouroboros, stari simbol staroga, prirodnog Boga kojeg je detronizirao duh, ostaje i dalje veliko kozmografsko i geografsko božanstvo. Kao takav urezan je na rub svih prvih slika svijeta, poput onog iz diska iz Benina, bez sumnje najstarije imago mundi u Crnoj Africi – na kojoj svojom zavojitom linijom, udružujući suprotnosti, obuhvaća prvotne oceane, sred kojih pluta četvorina zemlje.
Strašan u bijesu, on postaje židovski Levijatan, skandinavski Midgardom stariji od samih bogova koji izaziva plime i oseke kad se napaja, oluje kad se brčka.  Također na razini kozmogeneze, on je sam Ocean, čijih devet ovoja obvija krug svijeta, a deseti klizi ispod stvorenog svijeta, oblikuje Styx, prema Heziodovoj Teogoniji („Postanku bogova“). Reklo bi se da je ruka koja skuplja, u trku, ono što je drugi bacio, što jest konačni smisao emanacije prvotne nerazlučenosti, iz koje sve potječe i u koju se sve vraća da bi se ponovno obnovilo. Podzemni svijet i oceani, iskonske vode i duboka zemlja tvore pratvar (Materia prima), iskonsku supstanciju, supstanciju zmije. Kao duh prve vode, on je duh svih voda, i donjih, onih što teku površinom zemlje, i gornjih. Bezbrojne rijeke Grčke i Male Azije nose ime Ophis ili Draco. Vrlo često teriomorfni atributi određuju zemaljsku ili nebesku funkciju božanstva voda. Time se objašnjava Vergilijev „rogati Tiber“, a to je i slika u kojoj se zmiji pridodaje snaga bika, što je simboliziraju njegovi rogovi. Isto tako i Aheloj, najveća rijeka stare Grčke, naizmjence uzima lik zmije i bika da bi se suprotstavila Heraklu. Kao božanstvo oblaka i plodonosnih kiša, zmija katkad prisvaja moć ovna - to je kriokefalna zmija, česta u keltskoj ikonografiji, a osobito u galskoj – ili ptice. Kao na primjer, krilati zmajevi Dalekog istoka i njihovi homolozi u srednjoameričkom panteonu, pernate zmije.
Poznata je golema važnost što je ti simbolični likovi imaju u tim dvjema poljodjelskim civilizacijama u kojima se osobita pažnja pridaje meteorološkim pojavama. Na Dalekom istoku nebeski je zmaj mitski otac brojnih dinastija, i kineski su ga carevi nosili izvezena na svojim barjacima, kako bi time označili božansko podrijetlo svoje vladavine. U mitologijama američkih indijanaca, od Meksika do Perua, mit o Ptici-Zmiji poklapa se s najstarijim religijama uzgajanja kukuruza. Dovode je u vezu s vlažnošću i sa zemnim vodama, ali u najuzvišenijim oblicima uvijek ostaje vezana uz nebo. Ona je ne samo Zmija sa zelenim perjem i Zmija-Oblak s bradom kiše, već i sin zmije, Kuća Rose i Gospodar Zore. Pernata je zmija poglavito kišni oblak, a osobito ljetni kumulus sa srebrnim odsjajima – odakle potječe i njegovo drugo ime, Bijeli bog, iz čije crne utrobe kaplje znoj kiše. U Novom Meksiku prikazuje se kao tijelo zmije koja na leđima nosi kumulus i kojoj je jezik zupčasta munja. Sjetimo se da kineski zmaj pliva samo na takvim valovima kumulusa.

## Stari bog, mitski predak
Postavši mitski predak i civilizatorski polubog – kojih je najpoznatije obličje Quetzalcoatl u Tolteka, što su ga preuzeli Azteki, zmija se utjelovljuje i žrtvuje za ljudski rod. Indijanska nam ikonografija objašnjava smisao žrtve. Tako se u Drezdenskom kodeksu nalazi ptica grabljivica koja zariva kandže u tijelo zmije da bi potekla krv od koje će nastati civiliziran čovjek: bog (zmija) okreće tu protiv sebe svoj atribut nebeske moći, sunčevu pticu, kako bi zemlju oplodila ljudima, jer taj je bog oblak, a njegova je krv kiša hraniteljica koja će omogućiti da izraste kukuruz i čovjek koji će se njime hraniti.
Isti simbolički sklop susrećemo i u Crnoj Africi, u Dogona za koje je Nommo, bog vode u obličju zmijonoga, mitski predak i junak civilizator što ljudima donosi najdragocjenija dobra: kovačku peć i žitarice. I on je dvojstvo u jednome i žrtvuje se za novo čovječanstvo. Moglo bi se navesti još mnogo primjera iz afričkih predaja, osobito primjer Dana ili Daa, velikog beninskog božanstva i božanstva s Obale robova, koji je zmija i duga fetiš. U Dahomeju je Dan još uvijek stari prirodni bog, ouroboros s beninske ploče ranije opisane, androgin i sam sebi blizanac. Time se objašnjava kult svetih udava što se čuvaju u hramovima Abomeja, gdje im se posvećuju djevojke koje se obredno zaručuju s bogovima u vrijeme sjetve. Za Yorube Dan je oshumare, duga koja povezuje gornji i donji svijet i koja se pojavljuje samo poslije kiša. Plemena s gvinejske obale zazivaju zmiju u razdobljima suše ili preobilnih kiša. Svi ti primjeri, uzeti iz civilizacija koje su se razvile neovisno o zapadnoj, objašnjavaju podrijetlo meteorološke funkcije zmije, čemu trag nalazimo i u zapadnom folkloru. Posvuda je, naime, raširena ideja da je duga zmija koja se napaja u moru, ideja koja se susreće u Francuskoj (Sebillot), ali i u crvenokožaca Nevade, Bororoa iz Južne Amerike, u južnoj Africi i Indiji. Sve su to različite primjene, u određenoj domeni, mita o Velikoj iskonskoj zmiji koja je izraz iskonske nerazlučenosti. Ona je u alfi ali i omegi svake pojave što objašnjava njezino eshatološko značenje, putem kojega ćemo doći do vrlo složene evolucije simbola zmije u našoj civilizaciji.
Podsjetimo najprije na to da za Batake iz Malezije kozmička zmija živi u podzemlju i da će uništiti svijet. Za Huichole ta zmija ima dvije glave koje su zapravo dva čudovišna ždrijela otvorena prema zapadu i prema istoku i kroz koja zmija „bljuje“ sunce što se diže i „guta“ sunce što zapada. Tako smo stigli do najstarijeg sredozemnog boga stvoritelja, zmije Atuma, oca heliopolske Eneade. On je ispljunuo sve stvoreno, na početku vremena, pošto se „sam od sebe“ izdigao iz iskonskih voda. Budući da je bio sam, tekstovi se ne izjašnjavaju posve jasno o podrijetlu tog „ispljuvka“. Neki od njih kažu da to nije ispljuvak iz njegovih usta već iz spolovila, i da je Atum, s tim ciljem, masturbirao. Tako se pojavio prvi par bogova Šu i Phtenis, koji su rodili Geb i Nut, to jest zrak i vlažnost, zemlju i nebo. Potom je, pošto su ti bogovi izrodili sve što je na zemlji pa onda i ljude, sve postalo. Tada se Atum uspravio pred svojim djelom i rekao, kako stoji u Knjizi mrtvih: „Ja sam onaj koji ostaje...svijet će se vratiti u kaos, u nerazlučeno stanje, ja ću se tada preobraziti u zmiju kakvu ne poznaje nijedan čovjek, kakvu ne vidi nijedan bog!“ Nijedna mitologija nije bila tako stroga u prikazivanju Velike iskonske zmije. Atum se ne sramoti gutanjem sunca. Njemu ne treba ktonsko/podzemno, to svakodnevno podzemlje u kojemu se naš život raščinjava i ponovno nastaje. On je zmija samo prije i poslije totaliteta vremensko-prostornog kontinuuma, ondje gdje ni bogovima ni ljudima nema pristupa. On je uistinu prvi stari-bog, prirodni deus otiosus u svojoj potpunoj transcendentnosti.
Zemaljski podzemni svijet, kroz koji svakog dana mora proći sunce da bi osiguralo svoje ponovno rođenje, i u Egiptu je, kao i drugdje, ipak posve u znaku zmije. Premda Atumu nije mjesto u toj drami, ipak je on taj koji je razjašnjava izvana. Lišen svog zemaljskog oblika, Atum svake večeri postaje bog zalazećeg sunca, koji na zapadu pokazuje pristup u dubine. Potom zaranja pod zemlju, na lađu, gdje se oko njega smješta cijeli njegov nebeski dvor.
Ideja da je utroba zemlje, u kojoj se odvija alkemija obnove, zmijska u pravom smislu riječi, vidljiva je iz svake pojedinosti pomnog opisa u Knjizi mrtvih: put koji valja prijeći podijeljen je na dvanaest prostorija, što odgovara dvanaestorim satima noći. Sunčeva lađa prelazi najprije preko pješčanih ravnica punih zmija i ubrzo se i sam pretvara u zmiju. Sedmog sata pojavljuje se novo zmijoliko biće, Apofis, čudovišno utjelovljenje gospodara podzemlja, i nagovještaj biblijskog Sotone, koji svojim zavojima ispunja uzvisinu od četiri stotine pedeset lakata. Njegov glas upravlja bogove prema njemu i oni ga ranjavaju. Taj je prizor vrhunac drame. Jedanaestog sata konopac kojim se poteže lađa promeće se u zmiju. Napokon, u toku dvanaestog sata, u prostoriji sumraka, sunčeva se lađa proteže kroz zmiju dugačku trinaest stotina lakata, a kad iziđe kroz zmijino ždrijelo, sunce što se uzdiže pojavljuje se na grudima Majke-Zemlje u obličju skarabeja. Sunce se ponovno rodilo, da bi opet krenulo svojom uzlaznom putanjom. Prema tomu, sunce se i samo mora prometnuti u zmiju kako bi se borilo protiv drugih zmija – prije nego što će ga zmijolika crijeva zemlje „probaviti“ i izbaciti. Moglo bi se mnogo šta reći o razvoju toga kompleksa gutač-progutani, u usporedbi s kojim se ina pustolovina čini odveč jednostavnom. Uopćeno govoreći, zmija se tu pojavljuje kao veliki obnavljač i posvetitelj, gospodar utrobe svijeta, i kao sama ta utroba, a istodobno i kao neprijatelj sunca – u dijalektičkom smislu – prema tomu duhovnog dijela čovjeka.  Da bi što bolje razvila te proturječne aspekte inicijalnog simboličkog entiteta, sveta knjiga Egipćana razdvaja ih u brojne zmije, ali glavna uloga koja je dodijeljena Apofisu pokazuje da se između svih prvotno stopljenih valencija zmije izdvaja valencija neprijateljske moći. To je isto što i pozitivno vrednovanje duha i negativno vrednovanje neobjašnjivih, pogibeljnih prirodnih sila, iz kojih će se malo-pomalo razviti pojam zla, unutarnjeg zla, pojam koji više nije fizički nego moralni. 
Apofis još nije to, ali s njim započinje puteljak koji će se kasnije prometnuti u kraljevski put. Jer, Apofisovo značenje još je uvijek dvojako: s jedne strane, sedmog sata, on sam upravlja prema svome tijelu bogove koji će ga raniti. Stoga, on igra pozitivnu ulogu u dovršenju sunčeve obnove, koja je, zapravo, protivna njegovu egoističnom interesu. S druge strane, heliopolski svećenici smatraju ga neprijateljem, kad za ceremonije odvraćanja gaze i razbijaju njegov lik u svojim hramovima pomažući Rêu, knezu svjetlosti, da pobijedi toga „prvog kneza tmina“. To se činilo s jutra, ili opet kad bi bjesnila oluja, kad bi preobilno kišilo, ili kad bi se pomračilo sunce. To pomračenje značilo je da Rê popušta u borbi protiv Apofisa.

## Zmija liječnik i vrač
U tom – više nego volju za vladavinom duha nad prirodnim silama – valja vidjeti nastojanje da se uravnoteže te dvije temeljne snage bića, sprječavajući da jedna – ona koja se ne može nadzirati – prevladava nad drugom. To isto nastojanje susrećemo i u grčkoj mitologiji, u epizodi borbe Zeusa protiv Tifona, koji je obnovljeni lik Apofisa. Tifon, sin Geje (zemlje) ili Here, više nije zmija, već čudovišni zmaj sa stotinu glava, okružen otrovnicama, od pasa nadolje, i viši od planine. On dakle vrlo dobro utjelovljuje bezumnost prirodnih snaga koje su se digle protiv duha. Značajno je da za pobjedu protiv tog „pobunjenika“ Zeus ima pomoć samo od Atene, od Razuma, svoje kćeri, dok će svi drugi olimpijci, prestravljeni, pobjeći u Egipat – onaj mitski Egipat koji će postati simbolom bestijalne prirode – gdje se pretvaraju u životinje. 
Infernalnu prirodu Tifona potvrđuje njegovo potomstvo: on rađa delfsku hidru, Himeru i dva psa, Orthosa i Kerbera. Ali Kerber nije po sebi zlotvoran. On igra dijalektički pozitivnu ulogu u grčkom podzemnom svijetu gdje se odvija neprestani ciklus obnove. Grčka misao, dakle, kao ni egipatska, ne napada zmiju kao biće koje će kozmos dovesti ponovno u stanje kaosa. Naprotiv, utoliko što ona ostaje nužno naličje duha, oživljavatelj, nadahnjivač, kroz kojeg se sok iz korijena diže do krošnje stabla, prihvaćaju je, pa čak i veličaju. Stoga sve velike božice prirode, božice majke koje će u kršćanstvu postati Marijom, majkom utjelovljenog Boga, imaju za atribut zmiju. Ali Kristova će Majka, druga Eva, zgaziti glavu umjesto da je posluša. Tu je najprije Izida koja na čelu nosi kraljevsku kobru, ureus, od čista zlata, simbol suvereniteta, spoznaje, života i božanske mladosti. Potom tu su Kibela i Demetra, koja je također ktonsko/podzemno biće. Značajno je da se u vrijeme Amenofisa II. ureus prikazivao i kao nosač sunčeva koluta. I sama Atena, usprkos svome nebeskom podrijetlu, za atribut ima zmiju, a ima li jasnijeg simbola saveza razuma i prirodnih snaga od mita o Lakoonu, u kojem će se zmije iz mora, što su došle kazniti grješnog i svetogrdnog svećenika, sviti podno Atenina kipa?
Nadahnjivačka uloga zmije u punom se svjetlu pojavljuje u mitovima i ritualima koji se odnose na životopis i na kult dvaju velikih božanstava pjesništva, glazbe, liječništva i osobito proricanja, to jest na životopis i kult Apolona i Dioniza.  Apolon, najsolarniji, najolimpskiji među olimpskim bogovima, započinje, moglo bi se reći, svoju karijeru oslobađajući proročište u Delfima zmije Pitona, koja je lik hipertrofije prirodnih sila. To ne znači nijekati da u prirodi ima duše i razuma, kako će to istaknuti Aristotel. Naprotiv, to znači osloboditi tu dušu i taj duboki i nadahnjivački razum, koji moraju oploditi duh i tako osigurati red što ga on namjerava uspostaviti. Apolon je, u tom smislu, daleko od tog da bude opreka Dionizu, i u tom smislu se danas slažu svi suvremeni autori. On sam potječe od suprotnog pola bića, i on zna da je komplementarnost dvaju polova nužna za ostvarenje sklada, što je najviši cilj. Tako trans i ekstaza, ma koliko bili dionizijski, nisu isključeni iz apolonskog svijeta: Pitija, koja proriče samo u transu, primjer je toga.
U tom pogledu značajna je priča o Kasandri u koju se Apolon zaljubio. Kasandra se rodila s bratom blizancem Helenosom, a roditelji ih zaboravljaju u Apolonovu hramu poslije svetkovine u čast njihova rođenja. Kad ih sutra dođoše potražiti, nađoše ih zaspale, a dvije su zmije upravo polagale svoje jezike na njihove organe da ih očiste. Na krike uplašenih roditelja životinje se povukoše u svete lovorike. Djeca, kasnije, pokazaše dar za proricanje što su ga, s očišćenjem, dobila od zmija.  To očišćenje slično je pitagorejskoj katharsis u kojoj se raspoznaje apolonski utjecaj. Obično se kaže da je Kasandra bila nadahnuta proročica. Opsjeo bi je Bog te bi u deliriju izricala svoja proročanstva. Helenos je, naprotiv, proricao budućnost po pticama i vanjskim znacima. To je kao da se bez dvoumljenja kaže da oba lica, apolonsko i dionizijsko, imaju zmijsko podrijetlo.
Isto je tako značajan mit o Iamosu, sinu Apolona i neke smrtnice. Pošto su ga odgojile zmije koje su ga hranile medom, postao je svećenik i rodonačelnik dugačke loze svećenika. Melampu, koji je i vrač proricatelj i liječnik, zmije su pročistile uši, tako da je razumijevao jezik ptica. A naziva ga se čovjekom crnih stopala, jer ga je prema predaji njegova majka, kad se rodio, sklonila u sjenu, ali je ne znajući ostavila njegova stopala izložena suncu. Tu zmijsko znanje pruža svoju moć i na carstvo sjene i carstvo svjetla, pomiruje dušu i duh, dva područja svijesti, sveto „lijevo“ i sveto „desno“.
Ali u grčkom svijetu sveto „lijevo“, koje je bitno povezano s likom zmije, najprije utjelovljuje lik Dioniza. Neki znanstvenici ističu da se vrhunac dionizijskog kulta u Grčkoj poklapa s vrhuncem književnog savršenstva, i da je najveći Dionizijev dar bio osjećaj posvemašnje slobode.  Tako se Veliki osloboditelj povijesno pojavljuje u trenutku kada se, sa savršenstvom pisane riječi, u gradu uspostavlja trijumf helenskog Logosa. Kolektivni ushiti, trans, opsjednutost – pobuna zmije u biću – od toga se trenutka pojavljuju kao odmazda prirode nad zakonom, čedom razuma, koji je želi potisnuti. To je, ukratko, povratak skladu kroz ekscese, povratak ravnoteži kroz prolazno ludilo, to je zmijska terapeutika. Naravno, ushita, transa i opsjednutosti bilo je i prije Dioniza, a pojavili su se istodobno s prirodnim religijama i kultom Velikih ktonskih/podzemnih božica, koje su sve, kao što rekosmo, za atribut imale zmiju. Ali upravo je u tom povijesnom trenutku, kad se u Ateni pojavljuje moderna misao i moderno društvo, ushiti, trans i opsjednutost dobivaju ponovno na snazi do tog stupnja da će trag toga ostati zauvijek u tom svijetu u kojem je utjecaj društva na čovjeka sve jači. Upravo će ta uporna volja za oslobođenjem ljudske prirode nasuprot diktaturi razuma biti uzrokom nastanka gnostičkih sekti, derviških bratovština i, u kršćanskom svijetu, svih kategorija hereza koja će se suprotstaviti katoličkoj crkvi. Svaki od tih pokreta na svoj se način bori protiv osude zmije. Nijedno se biće, kažu perati, gnostici iz 3. st., ni na nebu, ni na zemlji, ni u svijetu podzemlja nije oblikovalo bez zmije.  A ofiti („Ljudi-zmije“) – od kojih već samo ime govori o ispovijedanju vjere – dodaju: „mi ćemo štovati zmiju jer joj je Bog odredio mjesto u gnozi za čovječanstvo...Nisu li naša crijeva, zahvaljujući kojima se hranimo i živimo, slika zmije“. Ta analogija, koja podsjeća na analogiju zmije i labirinta, začudno anticipira moderna otkrića u vezi s osnovama psihizma. Ona istodobno rasvjetljuju podrijetlo gatalačkih postupaka koji se temelje na proučavanju ponutrice. Neka animistička društva, koja moderni svijet još nije uništio, još i danas odražavaju živom i djelatnom tu struju „usporednog“ mišljenja koje je drugdje tok stvari potisnuo u jalov ezoterizam. Takvi su abesinski Zar, a osobito dahomejski i haićanski vudu.
No sve je to sadržano u klici i savršeno objašnjeno u slikama u samom Dionizovu životopisu. On je, prema kretskoj, frigijskoj i napokon orfičkoj predaji, rođen kao plod sjedinjenja Zeusa i Perzefone, to jest duše i duha, neba i zemlje, i to pod imenom Zagrej ili Sabazios. Predaja kaže da se Zeus prometnuo u zmiju kako bi ostvario to sjedinjenje. To znači da duh, ma koliko bio obogotvoren, priznaje da je iskonsko nestvoreno, iz kojeg je i sam proizašao i u koje se mora nanovo utonuti da bi se obnovio i dao ploda, starije od njega. Ali i Dioniz je, u biti, Posvećeni, koji će se morati žrtvovati da bi se preporodio i djelovao. Stoga ga titani rastržu, da bi se ponovno rodio još jednom potvrđenom voljom Zeusa, Duha. Tek će tada bakanti i procesije opsjednutih, baš kao i Atena, moći u ruci držati zmiju. Pouka je jasna: zmija nije sama po sebi dobro ili zlo, već posjeduje obje valencije jer biće zmije bilo je velika sila.  To dobro shvaćaju mudri poznavaoci prirode, kad kažu da u zmiji leži odlična vještina, te da u njezinu biću ima čak i vrline. 
Zmija nije iscjelitelj, ona je lijek. Tako valja razumjeti kaducej koji je načinjen da se uzme u ruku. Duh je terapeut koji ga mora najprije na sebi iskušati, kako bi se naučio služiti njime na dobrobit čovječanstva. U protivnom on ubija umjesto da liječi, donosi poremećaj ravnoteže umjesto da usklađuje odnos bića i razuma. Odatle i važnost „duhovnih vođa“, poglavara inicijacijskih bratovština. Oni su u nekom smislu terapeuti duše – u grčkom značenju te riječi – neka vrsta psihoanalitičara ili, još točnije, psihagoga. Ne ubiju li i ponovno ožive zmiju u sebi, prakticiraju zapravo samo štetnu i „divlju psihoanalizu“. To će se dogoditi s propadanjem dionizijskih društava, do kojeg je došlo poslije njihove ilegalnosti u koju ih je potisnuo suvremeni svijet. Kad se taj svijet poziva na „stare“, čini se da zaboravlja na pouku „umjerenosti“ koja proizlazi iz cjelokupnosti njihove mitologije kad je u njoj riječ o zmiji. Kao preduvjet svake ravnoteže, ta je umjerenost u nekim aspektima bliska „mudrosti zmije“, o kojoj govori Krist.
Naše najveće ezoterične knjige nadahnute su time, na primjer tarot, u kojem XIV. arkana – Umjerenost, smještena između Smrti i Đavla – ipak ima jasno značenje: anđeo, odjeven pola u crveno, pola u plavo – pola zemlja, pola nebo – prelijeva naizmjence iz crvene u plavu posudu, i obratno, bezbojnu i zmijoliku tekućinu. Te dvije posude simboliziraju dva pola bića. Crta njihova jedinstva, vodič njihove razmjene koja se neprestance ponavlja, jest „bog vode“, zmija. Ta je karta simbol alkemije, piše povjesničar tarota Van Rijberk, koji dodaje da ona posve jasno izražava učenje o seljenju duša i o reinkarnaciji.  Dostatno je podsjetiti da se u klasičnom grčkom („metagiosmos“) čin prelijevanja iz posude u posudu uzima kao simbol metempsihoze ili učenja o seljenju duša nakon smrti iz tijela u tijelo. To potvrđuje hipotezu po kojoj tekućina „umjerenosti“ predstavlja zmiju. Jer grčko-latinske predaje neprestance govore o reinkarnaciji u obličju zmije: takvo je bilo atensko vjerovanje u vezi sa svetom zmijom Akropole, za koju se pretpostavlja da brani grad. Ona je predstavljala dušu Erehteusa, „čovjeka-zmije“, kojega su smatrali za „negdašnjeg kralja“ Atene i često poistovjećivali s Posejdonom. Po jednoj iskrivljenoj legendi on je polubog civilizator koji je iz Egipta donio žito. Isto se tako u Tebi vjerovalo da se kraljevi i kraljice grada poslije smrti promeću u zmije. U čitavoj Grčkoj vladao je narodni običaj da se na grobove izlije mlijeko za duše pokojnika koje su se reinkarnirale u zmiju. Napokon, u Rimu je simbol geniusa, to jest duha-čuvara, bila zmija! Moglo bi se navesti vrlo mnogo primjera, pa i današnjih, koji potječu iz animističkih kultura Nove Gvineje, Borne, Madagaskara, Bantu Afrike i tsl.
Iz takve usporedbe jasno se vidi kako se te kulture razlikuju od zapadne samo po tome što još uvijek otvoreno očituju simbolička vjerovanja koja je u „nas“ povijesni pritisak potisnuo, ali koja nisu iščezla. Prema tomu, da bi se utvrdila arhetipska uloga zmije, valja tragati u tokovima filozofije ili takozvanog „usporednog“ mišljenja. Tu ćemo, usprkos stoljetnim naporima da se okrnji polivalentnost zmije, vidjeti da je ona ostala gospodar životne dijalektike, mitski predak, polubog civilizator, Don Juan, „gospodar žena“, pa prema tomu otac svih polubogova i proroka koji se pojavljuju u određenom trenutku povijesti, kao Dioniz, da bi obnovili čovječanstvo. Tako se pričalo da je Augustovu majku u snu pohodila zmija u Apolonovu hramu; ista je legenda tako objašnjavala i „čudesno“ rođenje Scipiona Starijeg i Aleksandra Velikog. Nije nimalo čudno da je ta legenda prodrla i u apokrifne životopise samog Krista. Po Elijanu (De natura animalis), naime, u vrijeme Heroda govorilo se da je neku židovsku djevicu pohodila zmija, a po Frazeru, sve je ukazivalo na to da je bila riječ o Djevici Mariji. Uostalom, poznata je bliskost zmije i goluba u spolnoj simbolici.

## Osuda zmije
Premda je kršćanstvo najčešće zadržalo samo negativan i zao aspekt zmije, sveti tekstovi kršćanstva svjedoče o dvama aspektima toga simbola. Tako u Knjizi brojeva, premda zemaljske zmije, što ih je poslao Bog, „donose smrt mnogima u Izraelu“, odabrani narod ponovno nalazi život uz pomoć zmije, prema naputku što ga Vječni dade Mojsiju: „Onda Jahve pošalje na narod ljute zmije; ujedale ih one, tako pomrije mnogo naroda u Izraelu. Dođe narod k Mojsiju pa reče: 'Sagriješili smo kad smo govorili protiv Jahvea i protiv tebe. Pomoli se Jahveu da ukloni zmije od nas!' Mojsije se pomoli za narod a Jahve odgovori: 'Napravi otrovnicu i stavi je na stup: tko god bude ujeden, ostat će u životu ako je pogleda'“ (Knjiga brojeva, 21, 6-9). U kršćanskoj epohi Krist koji „obnavlja“ čovječanstvo bit će katkad prikazan kao „Zmija od mjedi na križu“, kakav se prikazuje još u 12. i/ili 13. st. u mističnoj poemi što ju je preveo Rémy de Gourmont. No zmija na koju se najčešće odnosi misao srednjeg vijeka nije ta. To je Evina zmija, „osuđena na gmizanje“, i zmija, ili kozmički zmaj kojemu sv. Ivan u Otkrivenju ne osporava prvenstvo po vremenu nego proglašava njegov poraz: „Bijaše zbačen golemi Zmaj, stara 'Zmija' koja se zove 'Đavao' ili 'Sotona', zavodnik cijelog svijeta, bijaše zbačen na zemlju i bijahu zbačeni s njime njegovi anđeli“ (Otkrivenje, 12,9). Otada zavodnik postaje odvratan. Budući da se nije moglo osporiti postojanje njegovih moći i njegovih znanja, osporen je njihov postanak. Smatraju se plodom krađe, postali su nezakoniti u očima duha, znanje zmije postalo je „zlo“ znanje, a zmija što je u nama rađat će otada samo naše mane koje nam ne će donijeti život već smrt.
Isto tako, u našim mitologijama kozmički zmajevi što se pojavljuju nakostriješeni i bljujući oganj i vatru u tajni tmina gdje ljubomorno čuvaju blago – od kojega je najdragocjenija besmrtnost – nisu tu više zato da bi čovjeku omogućili pristup tome blagu, nego da bi mu ga branili. Ali kako je stekla besmrtnost? Neki znanstvenici u vezi s tim daju usporedbe što razjašnjavaju izvore starog rivalstva čovjek-zmija na kojem se izgradila mitologija kršćanskog svijeta. U babilonskom epu o Gilgamešu zmija krade junakovu travu besmrtnosti, dar bogova. U Novoj Pomeraniji neki je dobri demon htio da zmije umiru a da ljudi mijenjaju svoju kozu kako bi vječno živjeli. Na nesreću, neki zao duh našao je načina da to obrne. Zbog toga se zmija pomlađuje mijenjajući kožu, a čovjek je osuđen da umre. U arhetipu biblijske priče čini se da je zmija prevarila Adama (to jest zapravo Evu), kako je stablo smrti zapravo stablo života. Ona je sama, naravno, jela sa stabla života. Zmija, natovarena svim grijesima, ohola je, sebična, škrta. Kao gospodar životne snage ona više ne simbolizira plodnost nego pohotu.
Uglavnom je negativno i značenje zmije-zmaja u pojmu junaka kakav se razrađuje od srednjeg vijeka do naših dana. Zmaj je prepreka koju valja savladati da bi se dosegnula razina Svetog. On je „zvijer“ što je dobar kršćanin mora pokušati u sebi ubiti, po ugledu na sv. Jurja i sv. Mihaela. Poganski mit o Siegfriedu isto je tako usmjeren. Taj će „novi junak“, u svom dekadentnom obliku, postati „nadčovjek“, čime civilizacija koja sebe naziva kršćanskom postaje žrtvom upravo onih krajnosti što ih kršćanstvo želi suzbiti. Poznato je kakve su posljedice, među kojima nije najbeznačajnije ustanovljivanje morala Dobra i Zla koji je nedopustivo pojednostavljen i traumatski jer razbija jedinstvenost ljudske osobe potiskujući u podsvijest duboke aspiracije i inspiracije bića.

## Prema rehabilitaciji simbola zmije
Nijekati iskonski život i zmiju koja ga utjelovljuje znači nijekati sve vrijednosti tmine kojih je ona dio i koje tvore talog duha. Valjalo je dočekati 19. st. da bi se, s romantizmom, pojavio oprez naspram tome nijekanju. I ovaj su put pokretači bili pjesnici i umjetnici, te su najugledniji među njima postali „prokletnici“ u društvu koje su oslobađali:„Pusti na svjetlo ono što si vidio u svojoj tmini“, piše njemački slikar C. D. Friedrich. Otvorena je pukotina kroz koju će se u 20. st. probiti prava revolucija mišljenja, u kojoj je odlučnu ulogu odigrao nadrealistički pokret. U međuvremenu je S. Freud sa psihoanalizom otkrio prvu kliničku metodu koja će iznova vratiti čovjeku unutarnje jedinstvo suprotstavivši se unutarnjim zabranama što su postale patološke. Stoga ne treba čuditi osudi izrečenoj protiv oca psihoanalize: ta osuda nije ništa drugo do obnavljanje osude koja je izrečena zmiji.
Kao temeljni arhetip, povezan s izvorima života i imaginacije, zmija je ponegdje u svijetu zadržala svoja simbolična značenja koja su naoko posve oprečna. A najpozitivnija, koja je naša povijest u jednom trenutku stavila na indeks, počinju se ponovno pojavljivati vračajući čovjeku sklad i slobodu. Pjesništvo, umjetnost, medicina djeluju na tome, a te su djelatnosti uvijek za atribut imale zmiju. Fundamentalne znanosti pridonose tome svojim najrevolucionarnijim otkrićima: to se može zaključiti iz glasovite Einstenove jednadžbe o istovjetnosti materije i energije.
Tako usprkos svim nevoljama našeg vremena Atena, božica svake prave znanosti, još uvijek u ruci i na grudima drži zmiju iz koje su se rodili Dioniz, Sotona i kineski carevi.

## Zmija u modernom simbolizmu
Zmije su obavile štapove kako Hermesa (kaducej) tako i Asklepija, na kojem jedna zmija obavija grubi štap. Na Hermesovu kaduceju, zmija nije bila prosto duplicirana zbog simetrije, već je riječ o paru dvaju polova. Krila na vrhu štapa povezuju se s krilatim poslanikom, Hermesom, rimskim Merkurom, koji je bio bog magije, diplomacije i govorništva, izuma i otkrića, zaštitnik kako trgovaca i sličnih zanimanja tako i lopova. Međutim, Hermesova uloga psihopompa, pratitelja nedavno pokojnih duša na putu do zagrobnog života, objašnjava postanak zmija u kaduceju s obzirom na to da je to također i uloga sumerskog boga plodnosti Ningizida kojeg su ponekad poistovjećivali s Hermesom. Naime, najstariji otkriveni prikaz dviju zmija obavijenih oko štapa je upravo onaj Ningizide. Spomenuti sumerski bog ponekad se prikazivao kao zmija s ljudskom glavom, postajući tako bogom liječništva/iscjeljivanja i magije. Jednako tako Ningizidu su smatrali čuvarom dveri mezopotamskih nebesa i slugom boga Anua.
U kasnoj antici, s razvojem proučavanja alkemije, Merkur je shvaćen kao zaštitnik umjetnosti i općenito okultne „hermetičke“ informacije. Kemija i medicina povezale su štap Hermesa sa štapom iscjelitelja Asklepija, kojeg je ranila zmija. Spomenuti štap pomiješan je s Merkurovim štapom tako da je moderni medicinski simbol, koji je jednostavno trebao biti štap Asklepija, nerijetko postao Merkurijev trgovački štap. Druga verzija štapa znala se koristiti u alkemiji gdje je zmija prikazana razapeta, a taj prikaz bio je poznat kao Flamelov kaducej. Povjesničar umjetnosti Walter J. Friedlander u svojoj knjizi „The Golden Wand of Medicine: A History of the Caduceus Symbol in Medicine“ (1992.) sakupio je stotine primjeraka kaduceja i prikaza Asklepijeva štapa te zaključio da profesionalna društva češće koriste štap Asklepija, dok trgovačke organizacije u medicini više upotrebljavaju prikaz kaduceja.